# 学校法人武蔵野大学
学校法人武蔵野大学（がっこうほうじんむさしのだいがく）は、東京都江東区有明3-3-3に本部をおく学校法人。武蔵野大学などの設置者。浄土真宗本願寺派の学校を運営しており、龍谷総合学園グループに属する。

## 沿革
1924年創立の武蔵野女子学院、武蔵野女子大学を前身とする学校法人武蔵野大学と、1888年創立の千代田女学園中学校・高等学校を中心とする学校法人千代田女学園が2016年に合併した。両法人はいずれも浄土真宗本願寺派に属していた。

### 学校法人武蔵野大学の沿革
- 1924年（大正13年） - 高楠順次郎が東京都中央区築地に前身の武蔵野女子学院を創立。
- 1927年（昭和2年） - 高等女学校設立。
- 1929年（昭和4年） - 保谷村（現：西東京市新町、現在の武蔵野キャンパス）に移転。
- 1938年（昭和13年） - 財団法人武蔵野女子学院設立。
- 1943年（昭和18年） - 浄土真宗本願寺派本願寺の派立学校に移行。
- 1945年（昭和20年） - 姉妹校の千代田女子専門学校が戦災のため武蔵野キャンパスに移転。
- 1947年（昭和22年） - 学制改革により武蔵野女子学院高等学校、武蔵野女子学院中学校へ。
- 1950年（昭和25年） - 武蔵野女子短期大学設立。
- 1951年（昭和26年） - 学校法人武蔵野女子学院設立。
- 1965年（昭和40年） - 武蔵野女子大学設立。
- 1967年（昭和42年） - 幼稚園開園。
- 1999年（平成11年） - 大学院設置。
- 2002年（平成14年） - 通信教育部開設。
- 2003年（平成15年） - 武蔵野女子大学を武蔵野大学へ名称変更。
- 2004年（平成16年） - 武蔵野大学を男女共学化。
- 2006年（平成18年） - 武蔵野女子大学短期大学部廃止。
- 2012年（平成24年） - 学校法人武蔵野女子学院を学校法人武蔵野大学へ名称変更。江東区有明に有明キャンパス開設。
- 2016年（平成28年） - 学校法人千代田女学園と法人合併。
- 2017年（平成29年） - 武蔵野大学附属慈光保育園開園。
- 2018年（平成30年） - 千代田女学園高等学校を男女共学化し武蔵野大学附属千代田高等学院へ校名変更。千代田インターナショナルスクール東京開校。
- 2019年（平成31年、令和元年） - 武蔵野女子学院中学校・高等学校を武蔵野大学中学校・高等学校へ名称変更。武蔵野大学中学校を男女共学化。
- 2020年（令和2年） - 武蔵野大学附属有明こども園開園。武蔵野大学高等学校を男女共学化。
- 2022年（令和4年） - 千代田女学園中学校の募集再開と同時に共学化、千代田国際中学校に改称
- 2025年（令和7年） - 千代田国際中学校・ 武蔵野大学附属千代田高等学院を千代田中学校・高等学校に改称

### 学校法人千代田女学園の沿革
- 1888年（明治21年） - 島地黙雷が東京都千代田区四番町に学校法人千代田女学園の前身、女子文藝學舎を創立。
- 1907年（明治40年） - 女子文芸学校へ改称。
- 1910年（明治43年） - 高等女学校令により千代田高等女学校へ改称。
- 1927年（昭和2年） - 財団法人千代田女学園設立。千代田女子専門学校を併設。
- 1945年（昭和20年） - 千代田女子専門学校が戦災のため武蔵野キャンパスに移転。
- 1947年（昭和22年） - 学制改革により新制中学校併置。
- 1949年（昭和24年） - 新制高等学校設置。千代田女子専門学校を財団法人武蔵野女子学院へ移管。
- 1951年（昭和26年） - 学校法人千代田女学園設立。
- 2016年（平成28年） - 学校法人武蔵野大学と法人合併。

## 設置校
- 武蔵野大学
- 武蔵野大学中学校・高等学校
- 千代田中学校・高等学校
- 千代田インターナショナルスクール東京
- 武蔵野大学附属幼稚園
- 武蔵野大学附属慈光保育園 （事業所内保育施設）

## 所有校地
- 有明キャンパス(東京都江東区有明3-3-3[3])
  - 法人本部
  - 武蔵野大学有明キャンパス
- 武蔵野キャンパス(東京都西東京市新町1-1-20)
  - 武蔵野大学武蔵野キャンパス
  - 武蔵野大学中学校・高等学校
  - 武蔵野大学附属幼稚園
  - 武蔵野大学附属慈光保育園
- 千代田キャンパス(東京都千代田区四番町11番地)
  - 千代田中学校・高等学校
  - 千代田インターナショナルスクール東京
- 葛西校地(東京都江戸川区中葛西6-13-9)
  - 葛西国際寮
- 小平校地(東京都小平市鈴木町1-390)
  - 小平グラウンド
  - 小平男子学生寮

## 関連施設
- 武蔵野大学附属産後ケアセンター桜新町 (東京都世田谷区桜新町2-29-6)
- 武蔵野大学 三鷹サテライト教室(東京都三鷹市下連雀3-25-12  6・7F) - 生涯学習講座に使用
- 武蔵野大学 千代田サテライト教室(東京都千代田区四番町11番地) - 生涯学習講座に使用

## 関連組織
- エムユービジネスサポート
- 武蔵野大学孔子学院